# Seznam volitev 2022
Seznam volitev v letu 2022.

## Afrika
- parlamentarne volitve v Libiji 2022 - 24. januar
- parlamentarne volitve v Gambiji 2022 - 22. april
- splošne volitve v Keniji 2022 - 9. avgust
- legislativne volitve v Angoli 2022 - avgust

## Amerika
- splošne volitve na Barbadosu 2022 - 19. januar
- splošne volitve v Kostariki 2022 - 6. februar in 3. april
- Kolumbija
  - parlamentarne volitve v Kolumbiji 2022 - 13. marec
  - predsedniške volitve v Kolumbiji 2022 - 29. maj
- Kanada
  - splošne volitve v Ontariu 2022 - 2. junij
  - splošne volitve v Québecu 2022 - 3. oktober
- splošne volitve v Braziliji 2022 - 2. oktober
- volitve v ZDA 2022 - 8. november

## Azija
- volitve v Indiji 2022
- predsedniške volitve v Južni Koreji 2022 - 9. marec
- Filipini
  - predsedniške volitve na Filipinih 2022 - 9 maj
  - senatske volitve na Filipinih 2022 - 9. maj
  - predstavniškozborske volitve na Filipinih 2022 - 9. maj
- splošne volitve v Libanonu 2022  - 15. maj
- splošne volitve v Nepalu 2022

## Evropa
- Severni Ciper
  - parlamentarne volitve na Severnem Cipru 2022 - 23. januar
- Portugalska
  - legislativne volitve na Portugalskem 2022 - 30. januar
- Španija
  - krajevne volitve v Kastiliji in Leonu 2022 - 13. februar
- Nemčija
  - državne volitve v Posarju 2022 - 27. marec
  - državne volitve v Schleswig-Holsteinu 2022 - 8. maj
  - državne volitve v Severnem Porenju-Vestfaliji 2022 - 15 . maj
  - državne volitve na Južnem Saškem 2022 - 9. oktober
- Madžarska
  - parlamentarne volitve na Madžarskem 2022 - 3. april
- Srbija
  - splošne volitve v Srbiji 2022 - 3. april
- Francija
  - predsedniške volitve v Franciji 2022 - 10. in 24. april
  - legislativne volitve v Franciji 2022 - 12. in 19. junij
- Slovenija
  - Državnozborske volitve v Sloveniji 2022 - 24. april
  - Volitve predsednika Republike Slovenije 2022 - oktober
- Združeno kraljestvo
  - zborske volitve na Severnem Irskem 2022 - 5. maj
- Malta
  - parlamentarne volitve na Malti 2022 - junij
- Austria
  - predsedniške volitve v Avstriji 2022 - september
- Švedska
  - splošne volitve na Švedskem 2022  - 11. september
- Latvija
  - parlamentarne volitve v Latviji 2022 - 1. oktober
- Bosna in Hercegovina
  - splošne volitve v Bosni in Hercegovini 2022 - 2. oktober

## Oceanija
- Avstralija
  - zvezne volitve v Avstraliji 2022 - 21. maj (ali kasneje)
  - državne volitve v Južni Avstraliji 2022 - 19. marec
  - državne volitve v Viktoriji 2022 - 26. november
- 2022 Fijian general election - november
- teritorialnozborske volitve na Wallisu in Futuni - 20. marec